# Entomofagia

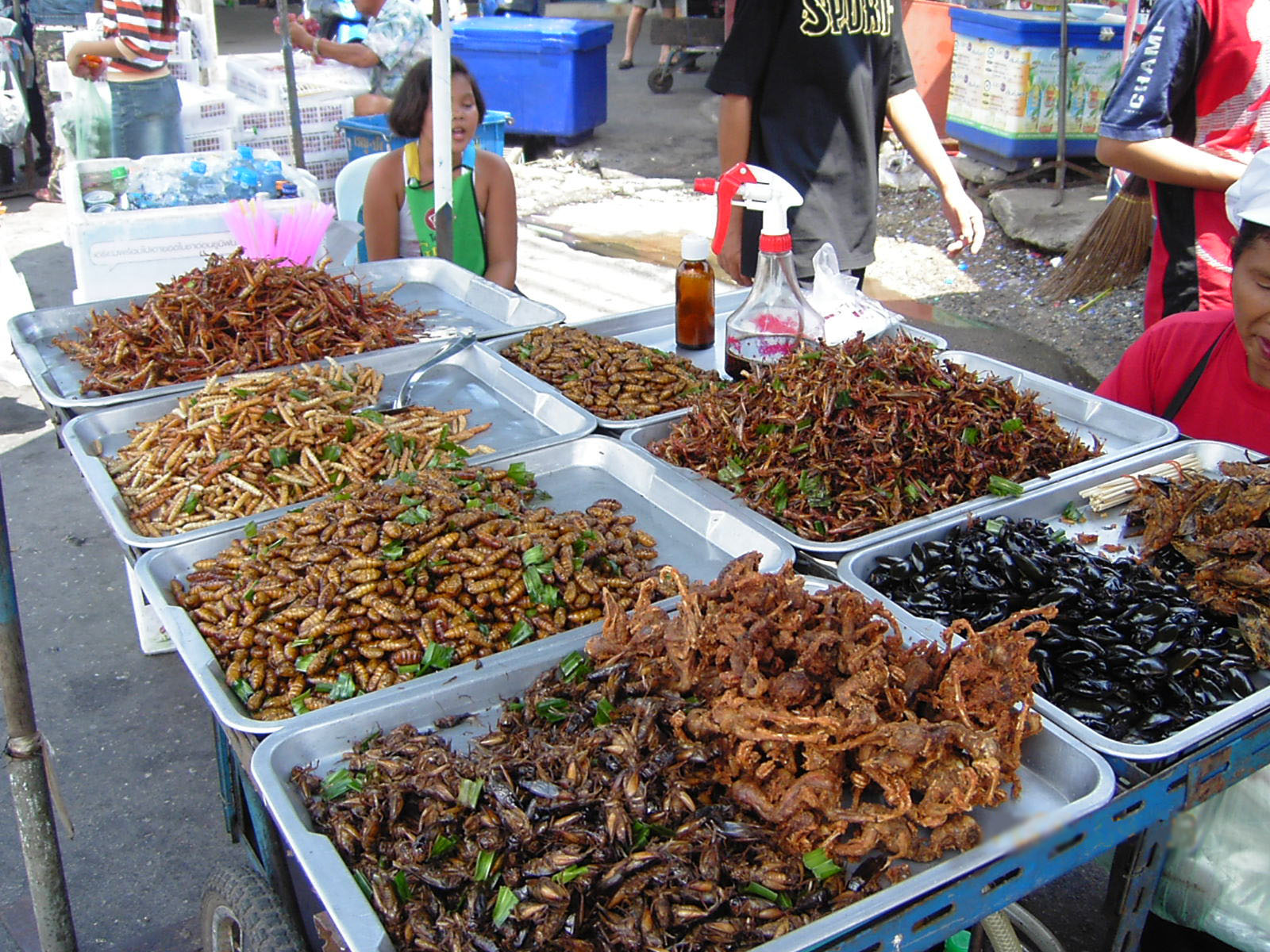
Puestos de venta de insectos comestibles en los mercados callejeros de Bangkok, Tailandia.

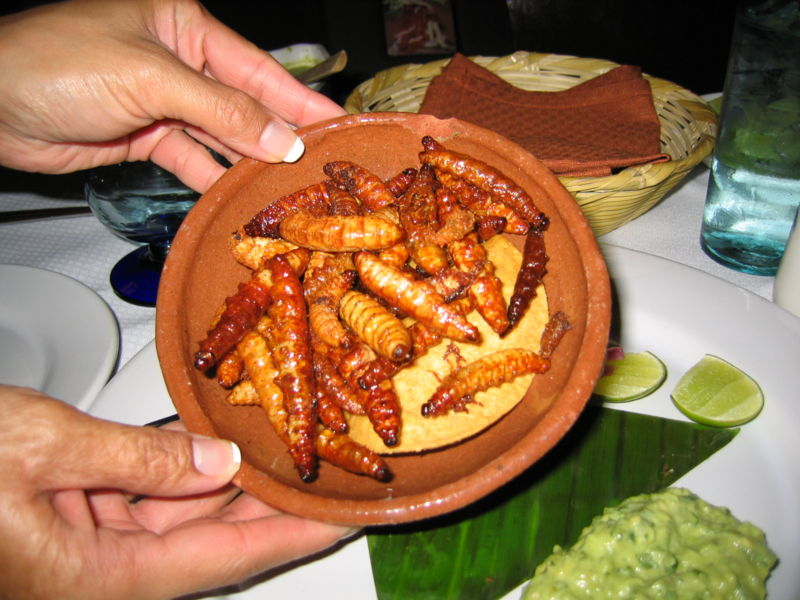
Gusanos de maguey en un restaurante en Polanco, en la Ciudad de México.

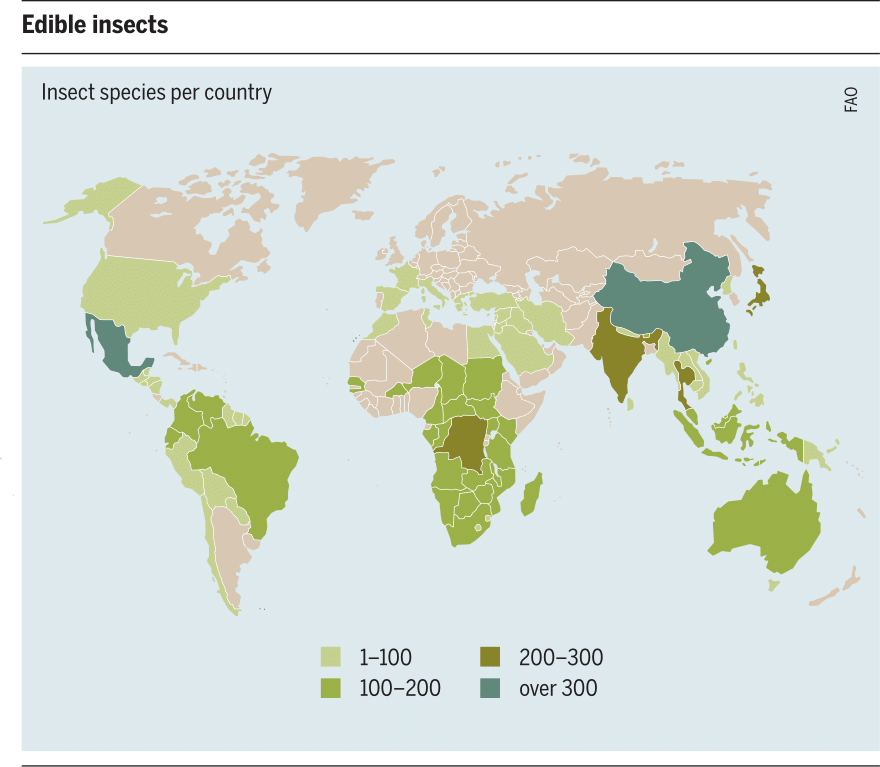
Entomofagia por países según la FAO (2014)

Se llama entomofagia (del griego ἔντομος [éntomos], ‘insecto’, y φᾰγεῖν [făguein], ‘comer’) a la ingesta de insectos como alimento para los humanos, un hábito alimenticio muy extendido en algunas culturas de África, Asia, América y Oceanía; No obstante, en algunas otras es muy poco común o es considerado un tabú. La entomofagia es objeto de estudio de la etnoentomología.
La entomofagia a veces se define para incluir también el consumo de artrópodos distintos de los insectos, como arácnidos y miriápodos; Comer arácnidos también puede denominarse aracnofagia.

## Insectos comestibles
Diversos insectos y otros bichos o artrópodos tienen un uso culinario en ciertas gastronomías del mundo, y dependiendo de la cultura y la especie se pueden considerar desde «comida de pobre» hasta un verdadero manjar. Las especies que se consumen varían según la región debido a las diferencias en el medio ambiente, los ecosistemas y el clima.
Además de ser una fuente sostenible de proteínas, vitaminas y minerales, los insectos y otros artrópodos han sido parte de la dieta humana durante siglos en muchas culturas. En países como México, China, Tailandia y algunos de África, se consumen diversas especies, como chapulines, escamoles, gusanos de maguey, grillos, tarántulas y escorpiones.
Su preparación varía según la tradición culinaria de cada región. Por ejemplo, en México, los chapulines suelen sazonarse con ajo, limón y chile, mientras que en Tailandia se fríen hasta quedar crujientes y se venden como aperitivo en los mercados callejeros. En algunos lugares, los insectos no solo se consideran una fuente de alimento, sino también un ingrediente de alta cocina. Chefs innovadores los han incorporado en platillos gourmet, destacando su sabor y textura única.
Además de su valor gastronómico, el consumo de insectos es promovido como una alternativa ecológica y sostenible frente a la ganadería tradicional, ya que su producción requiere menos recursos como agua y espacio, y genera menos emisiones de gases de efecto invernadero.
Si bien algunas personas sienten rechazo hacia la idea de comer insectos, la tendencia está cambiando, y cada vez más productos elaborados con harina de insectos o snacks crujientes se están introduciendo en el mercado global.
En México, se comen orugas de 67 especies de las siguientes familias: Arctiidae, Bombycidae, Castniidae, Cossidae, Geometridae, Hepialidae, Hesperiidae, Lasiocampidae, Noctuidae, Nymphalidae, Papilionidae, Pieridae, Pyralidae, Saturniidae, Sesiidae y Sphingidae. Los más comunes pertenecen a los géneros: Phassus, Phoebis, Hylesia y Spodoptera.
En China, los insectos comestibles más numerosos son las orugas de 70 especies, pertenecientes a las siguientes familias: Bombycidae, Crambidae, Hepialidae, Lasiocampidae, y Pyralidae. Los más comunes pertenecen a los géneros: Omphisa, Dendrolimus, y Thitarodes.
Algunos insectos comestibles son:
| En China - Libélulas escarlata (Crocothemis servilia) - Saltamontes del arroz (Oxya chinensis) - Cigarras oso (Cryptotympana atrata) - Longicornio (Stromatium longicorne) - Gusano del bambú (Omphisa fuscidentalis) - Escarabajo rinoceronte asiático (Oryctes rhinoceros) - Chinche de patas laminadas (Mictis tenebrosa) - Polilla (Dendrolimus houi) - Coridálido (Acanthacorydalis orientalis) | En México - Alacranes - Jumiles - Ahuautles - Chapulines (Sphenarium sp.) - Escamoles (Liometopum apiculatum) - Tantarrias, Xamues, Xagües o Chaguis (Thasus gigas) - Gusano de maguey (Aegiale hesperiaris) - Gusano rojo de maguey (Comadia redtenbacheri) - Chicatanas (Atta mexicana) |

De acuerdo con la Organización de las Naciones Unidas para la Alimentación y la Agricultura, ONUAA (o FAO por sus siglas en inglés: Food and Agriculture Organization), los órdenes de insectos más consumidos a nivel mundial por porcentajes son:
1. Coleoptera (en forma de escarabajos y larvas) (31%)
2. Lepidoptera (en forma de orugas, mariposas, polillas) (18%)
3. Hymenoptera (en forma de abejas, avispas y hormigas) (14%)
4. Orthoptera (en forma de saltamontes, langostas y grillos) (13%)
5. Hemiptera (en forma de chinches, saltahojas, cigarras y pulgones) (10%)
6. Odonata (en forma de libélulas) (3%)
7. Diptera (en forma de moscas) (2%)
8. Dictyoptera (en forma de termitas y cucarachas) (2%)
9. Megaloptera (en forma de patudos) (2%)
10. Otros órdenes como: Ephemeroptera, Neuroptera, Psocoptera/Psocodea, Zygentoma/Thysanura, Trichoptera, etc. (5%)

## Historia
Es muy posible que los insectos formaran parte de la dieta alimenticia humana desde épocas remotas, antes de que se desarrollaran herramientas para la caza y la agricultura. Evidencias de esta hipótesis se han encontrado en el análisis realizado a ciertos coprolitos en cuevas de México y Estados Unidos. Los coprolitos encontrados en las cuevas de las montañas Ozark fueron analizados y se encontró que contenían insectos como larvas de cucaracha, hormigas, termitas, piojos, y algunos arácnidos como garrapatas y ácaros. Las pinturas rupestres representan una colección de nidos abejas, tal y como se representan en la cueva de Altamira en el norte de España y que datan aproximadamente del 30,000 al 9,000 a. C. En esta época los seres humanos se alimentaban de pupas y larvas endulzadas con miel. Se han encontrado las larvas de gusanos de seda silvestres (Theophilia religiosae). En las ruinas de Shanxi, provincia de China, con fecha aproximada de 2,000 a 2,500 años a. C., los restos con grandes agujeros sugieren su posible ingesta con instrumentos humanos (una especie de cubertería especial ad hoc). Muchas de las costumbres y prácticas culinarias relativas a la entomofagia han perdurado en el tiempo y han pasado a nuestros días, formando lo que se denomina "entomofagia tradicional".

## Nutrición
La entomofagia procura principalmente proteínas, por ejemplo, un saltamontes tiene un 20% de proteínas frente a un filete de ternera que posee un 27%. Las concentraciones de proteínas pueden crecer una vez que el insecto se haya preservado seco pudiendo llegar a un 60%. Algunas orugas pueden llegar a tener entre 30% y 80% de contenido proteico. Además los insectos pueden aportar a la dieta humana minerales, vitaminas y grasas. El aporte de cada uno de estos nutrientes depende de la especie, de la preparación de los insectos, y dentro de una misma especie depende en gran medida del hábitat. El aporte nutrimental de los insectos comestibles también depende del tipo de desarrollo y la metamorfosis del insecto y se clasifican como:
- Hemimetábolos/Paurometábolos: Es la metamorfosis gradual e incompleta en la cual las pterotecas y los órganos sexuales se van desarrollando poco a poco, si bien las diferentes fases juveniles son semejantes entre sí y el adulto, los cambios en la última muda son más marcados (por ejemplo, la aparición de alas); Incluye únicamente 3 fases: huevo, ninfa e imago/adulto. Es común en insectos como chinches, grillos y saltamontes, y son consumidas en su etapa adulta en su mayoría, que en sus etapas de ninfa o huevo.[9]
- Holometábolos: Es la metamorfosis completa, en la cual los tejidos del adulto se originan a partir de grupos especiales de células llamadas discos imaginales, durante un estado del ciclo de vida conocida como pupa. Incluye 4 etapas (huevo, larva, pupa y adulto). Es común en insectos como las hormigas, abejas, escarabajos y mariposas, en su mayoría son ingeridas en su etapa larval y pupal, en su minoría en cambio, son ingeridas en estado de huevo y adulto.[9]

En ambos tipos de desarrollo de los insectos, especialmente en los insectos sociales, muchas veces se mezclan todos los estados de desarrollo al recolectarlos e ingerirlos. En síntesis, los insectos comestibles contienen proteínas, vitaminas y aminoácidos de alta calidad para los humanos.

## Ventajas de una dieta entomofágica
Los insectos por regla general tienen una gran eficiencia en la conversión de los alimentos, su alto nivel de reproducción aprovecha al máximo los nutrientes de su entorno para convertirlos en proteínas, vitaminas, grasa, etc. Los insectos requieren menores cantidades de alimentos que el ganado convencional. Estudios han comprobado que algunos insectos producen proteínas a un ritmo muy superior al de otros animales que proporcionan carne a los humanos, pudiendo llegar hasta cerca de veinte veces la producción que pueda tener una vaca Es por esta razón por la que los estudios de algunas agencias de alimentación están pensando que los insectos podrían ser la fuente principal de proteínas en la alimentación humana del futuro. Siendo además una de las formas de vida dominantes en nuestro planeta no es difícil de pensar en ellos ante un crecimiento de la población como el que se vive en la actualidad.

## Culturas culinarias entomofágicas
Según datos de la ONUAA/FAO, se estima que los insectos forman parte de la dieta tradicional de al menos 2 mil millones de personas en el mundo, además, de que un total de diferentes especies de insectos en todo el mundo (que puede llegar a varios millones) se consumen más de 1,900 especies de insectos comestibles. Algunas referencias presentan distintas cifras como 1,417 especies de insectos comestibles registradas, otras referencias mencionan 1,462 especies, 1,681 especies, 2,086 especies, 2,100 especies, e incluso, se mencionan cerca de 2,141 especies de insectos comestibles registradas en el mundo. Sin embargo, estas cifras siguen aumentando a medida que se llevan a cabo más estudios sobre esta cuestión ya que nuevas especies se van descubriendo y las investigaciones en etnología ofrecen cada vez nuevos descubrimientos acerca de como se alimentan algunas razas y pueblos de la tierra. De acuerdo con Julieta Ramos-Elorduy y Blásquez, alrededor de 3,000 grupos étnicos en todo el mundo practican la entomofagia. Las culturas culinarias sobre la tierra consumen sobre todo: larvas, saltamontes, grillos, arañas (los arácnidos no son insectos pero a veces se los incluye en la entomofagia), etc. 
Los insectos y arácnidos a ingerir, dependen fundamentalmente de las estaciones del año, de su facilidad de recolección, etc. Por regla general se suele emplear como alimento aquellos insectos que suelen vivir en grandes comunidades o que estos insectos tengan carácter de gregarios, de esta forma se simplifica la labor de recolección, por ejemplo, las termitas. 

### Asia

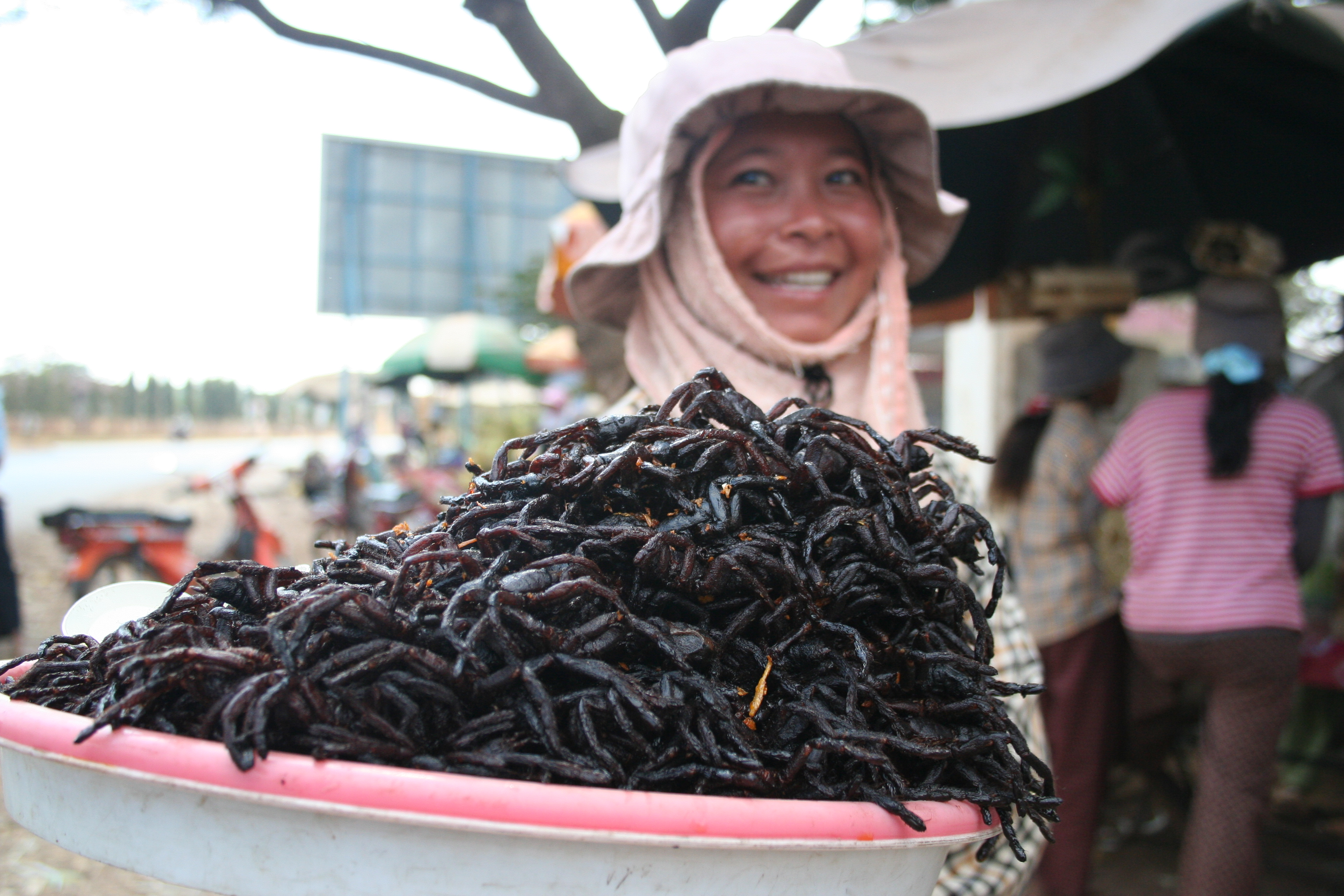
Arañas fritas en un mercado de Camboya.

Las cocinas asiáticas han sido de forma tradicional, lo son en la actualidad, las que más insectos consumen del mundo. China es el segundo país con mayor número de especies de insectos registrados como comestibles a nivel mundial con 324 especies. En el Sudeste asiático, se continúan consumiendo tanto las chinches acuáticas gigantes (Lethocerus grandis), como los gorgojos rojos de las palmeras o picudos rojos de las palmeras (Rhynchophorus ferrugineus) como snacks populares. En Japón existe una tradición entomofágica medicinal además de culinaria, uno de los insectos más habituales es el inago (Oxya yezonensis) es un tipo de saltamontes que está casi extinto debido al uso de pesticidas durante el periodo de 1950-1970. uno de los insectos más incluidos en las dietas japonesas es el zaza-mushi, el hachi-no-ko (larvas de avispa). En Indonesia suelen encontrarse muchos platos, una de las especialidades más apreciadas en este país es la libélula. En Corea del Sur, se puede encontrar un snack callejero llamado Beondegi, hecho a base de pupas de gusano de seda (Bombyx mori) hervidas o al vapor, sazonados con distintos aderezos, siendo las salsas picantes y las salsas de soya los más comunes. En Camboya, más específicamente en la capital Phnom Penh y sus cercanías (como Skuon), se consumen a modo de aperitivo tanto tarántulas como arañas fritas, especialmente la especie Haplopelma albostriatum, conocida como la tarántula cebra tailandesa y llamada a-ping por los locales. En el noroeste de la India (en Mizoram) se come el Thangnang (Udonga montana) un insecto hemíptero que tiene brotes de población periódicos, y tiene usos no solo gastronómicos y alimenticios, sino también, medicinales.

### África
En las cocinas africanas es muy frecuente ver el consumo de insectos, el más común suele ser la oruga, y se estima que en todo el continente existen alrededor de 470 especies de insectos comestibles. Los países de este continente que más destacan por sus prácticas entomofágicas y por la cantidad de especies de insectos agregdos a su dieta son: Angola, Botsuana, Camerún, República del Congo, Madagascar, Nigeria, Sudáfrica, Zimbabue, especialmente, Zambia, República Centroafricana y República Democrática del Congo, este último el país tiene mayor cantidad de especies de insectos comestibles registrados en el continente. Una de las más populares versiones de entomofagia humana es el consumo de la Gonimbrasia belina es una especie de mariposa muy habitual en Sudáfrica, que posee una oruga muy grande comestible, el mopani o gusano mopane (a veces aparece como mompani), es una fuente muy importante de proteínas para millones de sudafricanos y a veces es preferido frente a la carne, que se suele preparar estofado en salsa de tomate e incluso crudo. La langosta tiene un papel muy importante en África, en particular la langosta de desierto (Schistocerca gregaria), las hembras son muy apreciadas ya que portan huevos y su contenido graso es mayor que el de los machos. En África tropical y ecuatorial, se consumen las larvas de un escarabajo conocido como gorgojo de las palmeras o picudo africano de las palmeras (Rhynchophorus phoenicis). En la zona de los Grandes Lagos de África, ubicados en África Oriental, especialmente en los alrededores del lago Malaui (entre Tanzania, Malaui y Mozambique), se consume el pastel de mosquitas, llamado localmente kunga o kungu, compuesto por miles de moscas o mosquitas pequeñas densamente comprimidas hasta hacerse una masa. Estas masas se fríen en hamburguesas, o bien se secan y rallar partes de él en guisos para aportar sabor umami. Las moscas (Chaoborus edulis) son capturadas en enjambres formados en los lagos.

### América

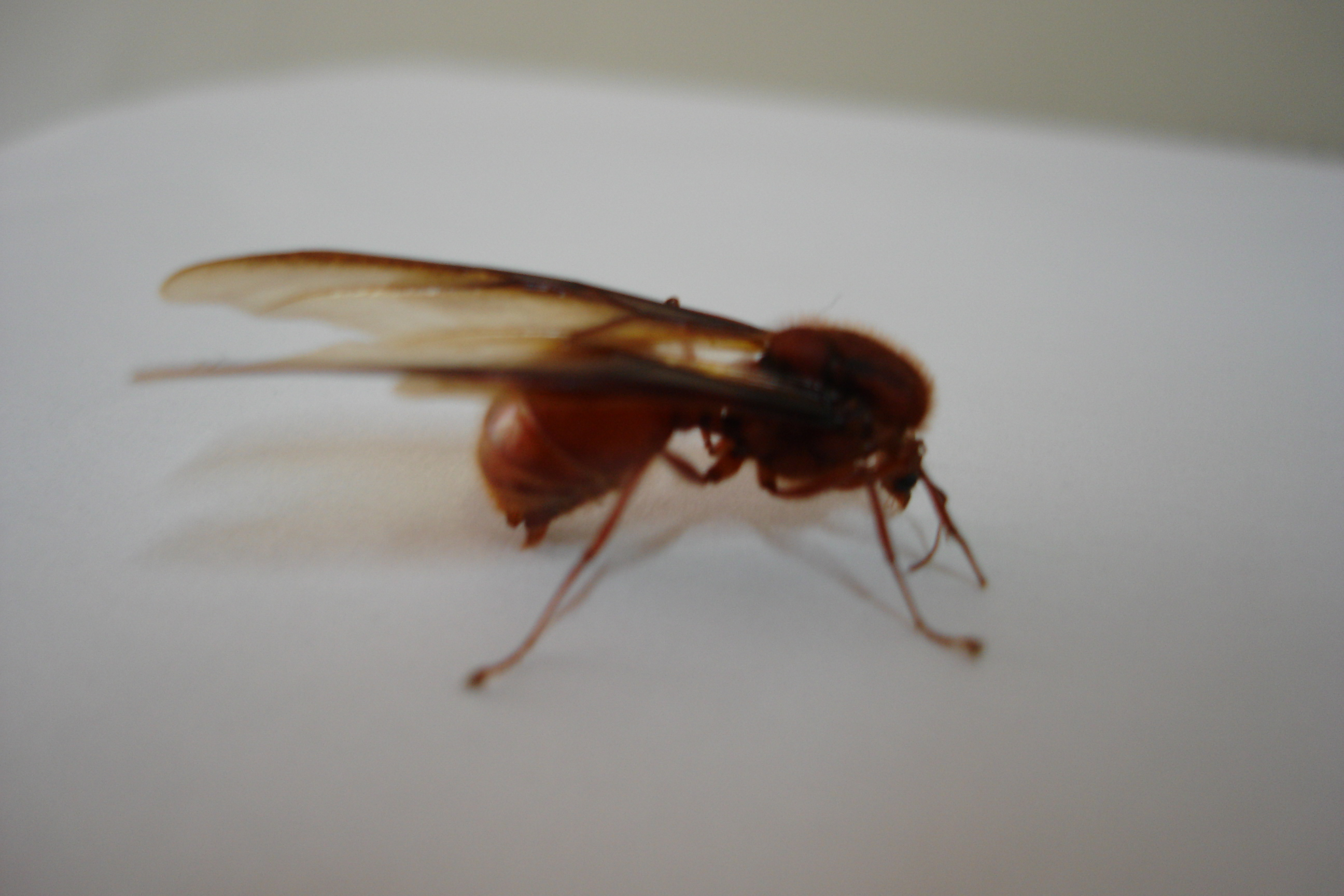
Atta laevigata, un insecto comestible típico de algunas regiones del sur de México, Centroamérica y Sudamérica.

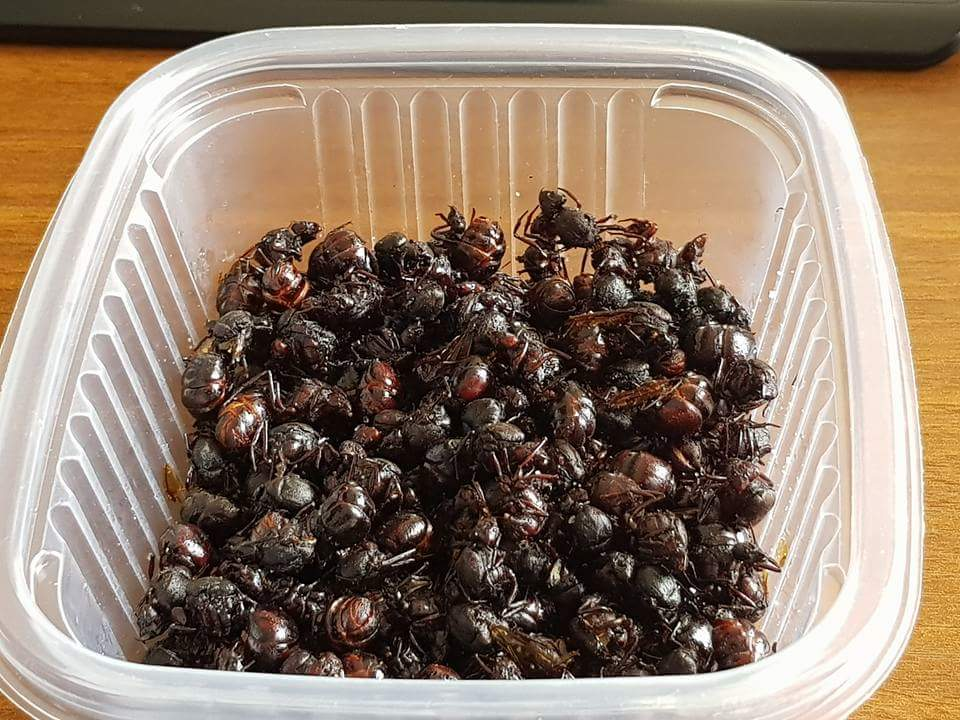
Atta laevigata recolectadas en Apolo, fritas y listas para su consumo.

En Norteamérica, donde hay una gran tradición de inmigrantes venidos de otras partes (en especial de Asia) existe una percepción semi-favorable a su consumo, no obstante existen estudios que afirma el consumo en los antiguos indios nativos de Norteamérica. Algunas especies eran ingeridas frecuentemente como la larva de la polilla pandora (Colorado pandora lindseyi), grillos (Anabrus simplex), la Krizousacoriza y la Corisella. El gobierno de Estados Unidos ha dado leyes permisivas para su consumo. Uno de los insectos más apetecidos es la koo-tsabe (Ephydra hians). En los climas fríos, se albergan poblaciones dependientes de renos o caribúes, y las poblaciones humanas disponen de grandes cantidades de gusanos Hypoderma tarandi durante la matanza de animales. Las larvas de esta mosca formaban parte de la dieta tradicional del pueblo Nunamiut de Alaska, Estados Unidos.
En algunas cocinas regionales de México es común consumir insectos, es uno de los países más ricos en insectos en el mundo. Actualmente, el país cuenta con 549 especies comestibles, siendo el país con el mayor número de especies de insectos registrados como comestibles a nivel mundial, lo que representa la cuarta parte de las especies conocidas aptas para consumo humano. Los estados en los que se consumen más insectos son Michoacán, Oaxaca, Guerrero, Puebla, Hidalgo, Tlaxcala, Veracruz, Chiapas, Ciudad de México y Querétaro. Las variedades de insectos comestibles son muy variadas e incluyen el ahuautle o axayácatl, los escamoles, cuetlas, jumiles, chinicuiles, chicatanas, gusanos de maguey y los muy conocidos chapulines (una especie de saltamontes) que se suelen comer como botanas, enchilados o marinados en jugo de limón y ajo. El consumo de insectos tiene origen en los hábitos alimenticios mesoamericanos precolombinos. En el Códice Florentino, escrito por Fray Bernardino de Sahagún, se describen 96 especies de insectos comestibles en el Valle de México en ese entonces, y hasta hace poco tiempo la entomofagia era una práctica exclusiva de las clases populares rurales de los estados mencionados. Hoy en día se ofrecen platillos preparados con insectos en restaurantes especializados y restaurantes de alta cocina mexicana, a veces, a altos precios. 
El consumo de la hormiga culona que es la reina de las hormigas de la especie Atta laevigata es muy tradicional en la cocina colombiana, donde es considerada una comida exquisita. En algunos lugares este consumo empieza a declinar. Su consumo data de la época precolombina y ya el mismo Gonzalo Jiménez de Quesada descubridor de Colombia menciona su consumo por parte de los locales.
En Ecuador y Perú, las larvas del gorgojo cigarrón o picudo negro (Rhynchophorus palmarum), conocidas como chontacuro o suri, se consumen preparados de diversas maneras: tostados, fritos o en brochetas, también es una fuente excelente de proteínas, vitaminas A y E y minerales, por lo que ha sido consumida por siglos como alimentos por las poblaciones nativas de la selva amazónica.

### Europa y Oriente Medio
En Europa se sabe que los romanos y los griegos tenían costumbres entomofágicas. e incluso Aristóteles hace mención del uso culinario de las cigarras. Se sabe que los romanos comían Lucanus cervus Plinio el Viejo loaba las excelencias del cossus o larvas del escarabajo longicornio (Ergates faber). Se desconoce el uso de insectos en las dietas tradicionales de los países de Oriente Medio y algunos estudiosos mencionan que no hay quizás una tradición fuerte de costumbres entomofágicas en Oriente Medio. Los casos conocidos de entomofagia se deben a catástrofes y hambrunas no a un consumo habitual. Poco a poco la conciencia tabú contra este tipo de alimentación empieza a cambiar lo que propicia una nueva oferta de restaurantes y tiendas especializadas que los ofrecen a los comensales amantes de lo exótico. En Marruecos una de los posibles ingredientes de la mixtura de especias ras al hanut es un insecto potencialmente tóxico denominado Lytta vesicatoria. En Italia, más precisamente en Cerdeña, existe un queso hecho a base de leche de oveja, denominado casu marzu que se sirve con las larvas vivas de la mosca del queso (Piophila casei), que le añaden un tipo especial de fermentación al queso.

### Oceanía
En Australia, los aborígenes australianos han comido muchos tipos de insectos a lo largo de su historia. Cientos de los aborígenes australianos se juntan en los Alpes Australianos (especialmente, el Monte Bobong) para comer Bobong moths (en inglés: polillas Bobong) (Agrotis infusa). Estas polillas aparecen en multitudes en el suelo de las cuevas y grietas de las piedras en las montañas, y se les conoce popularmente por aparecer en grandes números en edificios en Canberra, la capital del país, durante la primavera en el Norte, Sur y Australia Occidental. Los aborígenes cosechan las polillas y las cocinan en la arena, removiéndolas con las cenizas calientes hasta que no quede nada de las alas ni las patas de los insectos. Después, se tamizan las polillas por una red para remover las cabezas antes de comerlas. A veces machacan algunas de las polillas en una pasta para hacer masas o pasteles. Otro insecto importante en la dieta aborígena son las larvas de la polilla Witchetty (Endoxyla leucomochla), larvas de una polilla endémica del país, caracterizados por comer madera y las raíces de arbustos y árboles de Acacia kempeana o arbusto Witchetty (que da nombre a las larvas) y Acacia ligulata o arbusto Wardaruka (que da el nombre de mako wardaruka a las larvas por los pueblos Ngalea). Se comían las larvas crudas o cocidas en cenizas, se dice que las cocidas tienen el sabor de almendras. En el desierto australiano (en el Sur y el Occidente de Australia), estas larvas son una fuente valiosa de comida. Las tribus de Nueva Guinea (tanto de Indonesia como de Papúa Nueva Guinea) se alimentan de Nephila maculata, una araña de seda dorada de 15 cm diámetro. Las hembras son capturadas por los nativos e introducidas en cañas de bambú verde, que tapan por los extremos y colocan sobre las brasas hasta que se ennegrecen. Las arañas asadas tienen la piel abierta y están en su punto para succionar el sabroso abdomen, cuyo sabor recuerda al camarón o a la mantequilla de cacahuate, según las versiones. En la misma zona geográfica, se consume la ulat sagu (en indonesio: oruga del sagú) o larvas del gorgojo de la palma de sagú (Rhynchophorus vulneratus). Estas larvas ricas en proteínas, se consideran un manjar en Papúa Nueva Guinea y se comen asadas o crudas.

## Entomofagia no intencional
Debido a la imposibilidad de eliminar de forma radical todas las pestes de insectos en la cadena de alimentación humana, los insectos están presentes de alguna forma en algunos alimentos, especialmente en los granos de cereales. La mayoría de la gente no es consciente de que las leyes alimentarias de muchos países no prohíben la existencia de insectos o de partes de insectos en la comida, ni tampoco de que no se consideran una disminución de la calidad de la misma. Algunas de las variedades de arroz suelen incluir numerosos insectos entre sus granos, entre ellos, el gorgojo del arroz (Sitophilus oryzae) y las autoridades consideran que es una importante fuente de vitaminas.
En la presente tabla se expone la cantidad de insectos máxima que se permite en algunos alimentos naturales, sin que exista peligro para la salud, según la Administración de Alimentos y Medicamentos de los Estados Unidos (o FDA por sus siglas en inglés: U.S. Food and Drug Administration) (última revisión, en 1998):
| Producto                          | Tipo de insecto                                 | Cantidad máxima |
| --------------------------------- | ----------------------------------------------- | --- |
| Maíz dulce enlatado               | Larvas del gusano del maíz (Ostrinia nubilalis) | 2 o más, de 3 mm de longitud o más largas; incluye las pieles de la larva y fragmentos de insectos no mayores de los 12 mm en 24 libras (11 kg aprox.) |
| Frutas cítricos y zumos de frutas | Insectos y huevos de insectos                   | 5 huevos o más de Drosophila u otras moscas por cada 250 mL, o una o más pupas por cada 250 mL                                                         |
| Melocotones envasados             | Residuos de diferentes insectos                 | Promedio de un 2% o más que ha sido dañado o infectado por insectos                                                                                    |
| Chocolate y Licores de chocolate  | Residuos de diferentes insectos                 | De promedio 60 o más fragmentos de insectos por cada 100 gramos (cuando se toman seis muestras de 100 g sometidas a examen)                            |
| Mantequilla de cacahuete          | Residuos de diferentes insectos                 | Promedio de 30 o más fragmentos de insectos por cada 100 g                                                                                             |
| Harina de trigo                   | Residuos de diferentes insectos                 | Promedio de 150 o más fragmentos de insectos por cada 100 g                                                                                            |
| Broccoli congelado                | Insectos y termitas                             | Promedio de 60 o más de áfidos y/o termitas por cada 100 g                                                                                             |
| Lúpulo                            | Insectos                                        | Promedio de más de 2,500 áfidos por cada 10 g |
| Tomillo picado                    | Residuos de diferentes insectos                 | Promedio de 925 o más fragmentos de insectos por cada 10 g                                                                                             |
| Nuez moscada molida               | Residuos de diferentes insectos                 | Promedio de 100 o más fragmentos de insectos por cada 10 g                                                                                             |
| Canela molida                     | Residuos de diferentes insectos                 | Promedio de 80 o más insectos por cada 10 g |

 Véase la fuente de información para otros productos alimenticios.

## Gastronomía moderna
En occidente (donde no es un consumo tradicional) así como en otros países cada vez más se está aceptando la ingesta de insectos y se sirven por regla general algunos de ellos bien como aperitivo, como tapa, como aditivos a un plato (por ejemplo, las pizzas o algunas ensaladas exóticas) como aliños de cócteles exóticos, inmersos en un caramelo transparente o con colores ambarinos (ayuda más a su ingesta ya que estamos acostumbrados a verlos en algunas piedras de ámbar). Existen empresas que se dedican a envasado de los insectos, algunas de ellas en Japón y Corea del Sur y que se comercializan a precios relativamente altos, por ejemplo, en este último país puede encontrarse el Beondegi enlatado o en frascos. Recientemente, se han publicado tanto libros como publicaciones y artículos en específico describiendo estas prácticas e incluyendo recetarios de cocina entomofágicos en algunos casos, además, se han presentado iniciativas para crear granjas de cultivo de insectos dedicadas al consumo humano, etc. Existen estudios para su inclusión en los futuros viajes espaciales.

## Entomofagia por no humanos
Diversos grupos taxonómicos consumen proteínas de los insectos, por ejemplo: aves, reptiles, anfibios, peces, mamíferos y numerosos grupos de invertebrados. Generalmente se los llama insectívoros en vez de entomófagos.
Muchos insectos son entomófagos; generalmente se los clasifica como predadores, parásitos y parasitoides (un subtipo de parásitos). Algunos son caníbales, es decir, comen miembros de su propia especie. Las arañas y otros arácnidos se alimentan casi exclusivamente de insectos. Los gusanos nematodos que viven dentro de los insectos como parásitos también son considerados entomófagos. Algunas bacterias y hongos que también crecen dentro de o sobre los insectos también están en esta categoría, aunque tal vez es más apropiado considerarlos como entomopatógenos.
En resumen, los insectos constituyen una parte sumamente importante en la cadena alimentaria.